# Edward Dicey
Edward James Stephen Dicey, född den 15 maj 1832 i Leicestershire, död den 7 juli 1911 i London, var en engelsk skriftställare. Han var bror till Albert Venn Dicey.
Dicey lämnade synnerligen flitigt politiska artiklar till de stora revyerna, var länge medarbetare i "Daily Telegraph" och dess specialkorrespondent i flera länder på kontinenten, var några månader 1870 redaktör för "Daily News" och 1870—1889 utgivare av "Observer". Bland Diceys många arbeten märks Cavour, a memoir (1861), Rome in 1860 (samma år), The Schleswig-Holstein war (1864), England and Egypt (1884), Bulgaria, the peasant state (1895) och The story of the khedivate (1902). Dicey ansågs särskilt rörande Egyptens politiska förhållanden som en auktoritet.